# Sander van Duijn

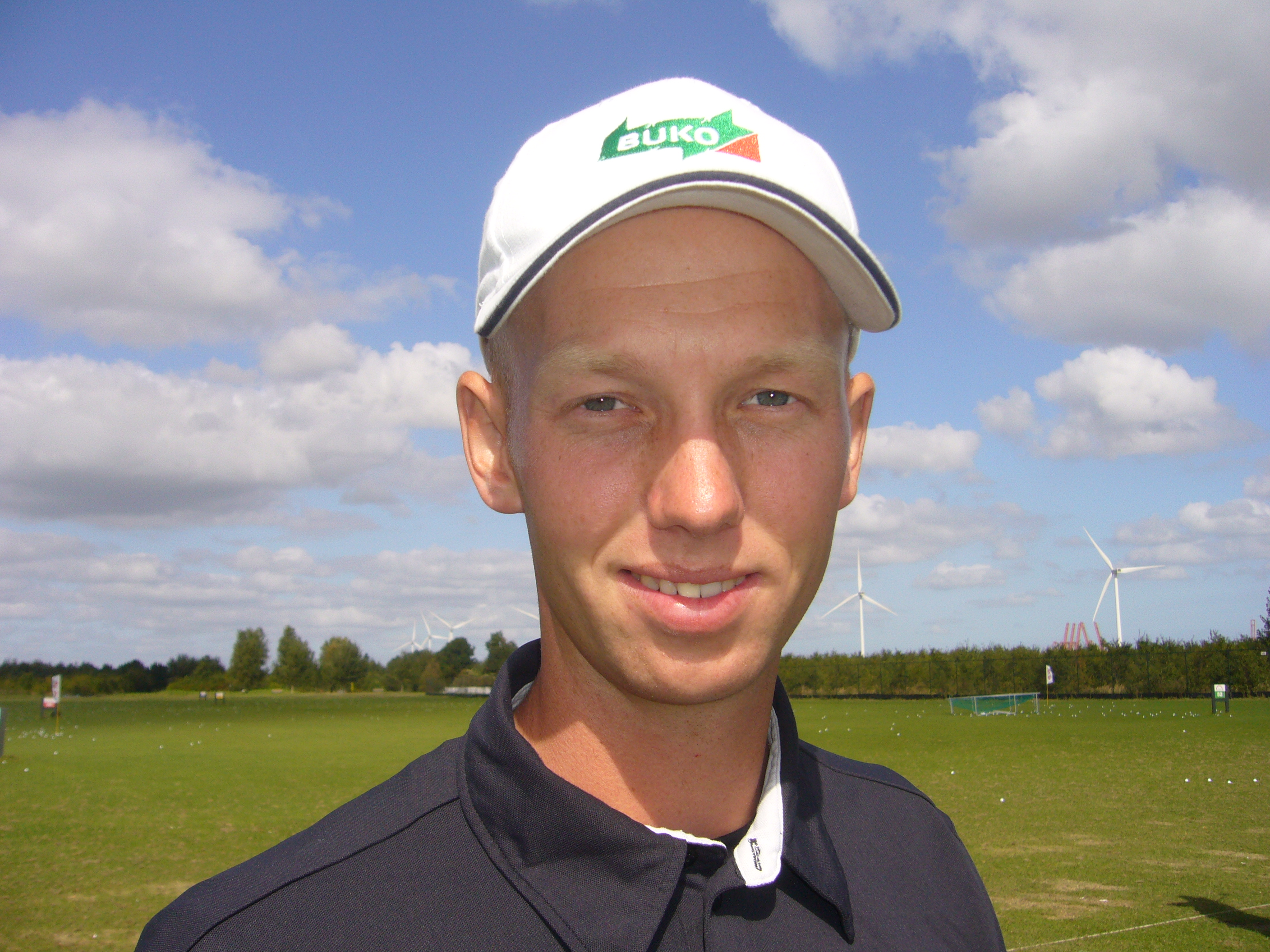
Dutch Futures 2009.

Sander van Duijn (IJmuiden, 24 maart 1984) is een Nederlandse golfprofessional.

## Amateur
Van Duijn speelt op Golfclub Houtrak, waar veel Nederlandse top-jeugd speelt. Vanaf 13-jarige leeftijd wordt hij opgenomen in de nationale selectie van de NGF. In 2002 mag de dan 18-jarige meedoen aan het TNT Dutch Open. Hij speelt dat jaar ook nog vier Europese kampioenschappen.

### Gewonnen
- 2002: Nationaal kampioenschap Jeugd
- 2005: Nationaal kampioenschap Junioren, Trompbeker, 1ste Voorjaarswedstrijd

### Teams
- 2004: Houtrak Heren 1 wordt Nederlands kampioen
- 2003 en 2005: Houtrak wordt jeugdkampioen van Nederland
- 2004: Houtrak wordt Europees Kampioen Clubteams

## Professional
Na zijn MAVO gaat hij naar het CIOS in Haarlem om sportleraar te worden. Sinds 2005 legt hij zich op golf toe. Hij werd in 2007 professional en speelt op de EPD Tour. Zijn coaches zijn o.a. David Burnside, Jonas Saxton en Chris van der Velde.